# Avira AntiVir
O Avira AntiVirus é um programa antivírus que tem por objetivo detectar e eliminar vírus de computador. Ele foi desenvolvido em 1988 pela empresa alemã H+BEDV Datentechnik (hoje Avira).
O Avira Antivirus foi premiado com o segundo lugar na categoria de "velocidade" no "Summary Report 2012".
Em sua versão 2017 foi avaliado positivamente, sendo considerado bom em bloquear malwares, fácil de instalar e usar, possuindo como vantagens o fato de ter alguns serviços integrados a ele, como ferramentas que impedem ransomware e outras ameaças, uma VPN gratuita e uma ferramenta de limpeza e otimização do PC.

## Módulos de Proteção
Avira AntiVirus Personal - Free Antivirus
- Proteção contra vírus, worms e trojans;
- Proteção contra caro dialers;
- Detecta e elimina rootkits;
- Proteção contra adware e spyware.

Avira AntiVirus Premium
- Proteção contra vírus, worms e trojans;
- Proteção contra dialers;
- Detecta e elimina rootkits;
- Proteção contra phishing;
- Proteção contra spyware e adware;
- Especial proteção contra vírus e-mail (POP 3);
- WebGuard para navegar e fazer downloads com segurança na nova versão 8.1
- Atualizações rápidas através do servidor Premium.

Avira Premium Security Suite
- Proteção contra vírus, worms e trojans;
- Proteção contra dialers;
- Detecta e elimina rootkits;
- Proteção contra phishing;
- Proteção contra spyware e adware;
- Especial proteção contra vírus e-mail (POP 3);
- Atualizações rápidas através do servidor Premium;
- Defesa Pro-ativa AntiPhishing;
- FireWall;
- AntiSpam;
- WebGuard para navegar e fazer downloads com segurança.

## Versões
- AntiVirus Personal - Free Antivirus - versão restrita ao uso privado (gratuita)
- AntiVirus Premium - versão profissional, incluso somente o Antivírus (pago)
- Premium Security Suite - versão completa. Incluso antivírus, firewall, anti-spam e antiphishing (pago)